# Angoville-au-Plain
Angoville-au-Plain (prononcé /ɑ̃goviloplɛ̃/) est une ancienne commune française, située dans le département de la Manche en région Normandie, peuplée de 110 habitants.
Le 1er janvier 2016, Angoville-au-Plain fusionne avec les communes de Carentan, Houesville et Saint-Côme-du-Mont pour former la commune nouvelle de Carentan-les-Marais.

## Toponymie
Le nom de la localité est attesté au XIIe siècle sous la forme Ansgovilla en 1180 et 1202.
Il s'agit d'un toponyme en -ville au sens ancien de « domaine rural » (cf. villa), précédé de l'anthroponyme norrois Ásgautr (francisé en Asgot, Ansgot ou Ango(t)), et signifiant « Domaine d'Ansgot ».
Le déterminant locatif, -au-Plain, fait référence à un petit territoire qui avait autrefois formé le doyenné du Plain. Cette appellation est issue de l'ancien français plain « pleine campagne, plaine ». Voir également Beuzeville-au-Plain et Neuville-au-Plain.
Le gentilé est Angovillais.

## Histoire
C'est soit à Angoville-au-Plain au lieu-dit Pont-Perrat ou au gué Saint-Clément dans la baie des Veys ou à La Feuillie, que Geoffroy d'Harcourt dit le « boîteux », allié puis rival des rois de France et d'Angleterre pendant la guerre de Cent Ans, qu'en 1356, encerclé par le roi de France, Jean Le Bon, il se battit jusqu'à la mort.
L'église Saint-Côme-et-Saint-Damien a été utilisée par Robert Wright et Ken Moore, deux infirmiers de la 101e Division Airborne américaine comme poste de secours lors de la bataille de Normandie en juin 1944. Ils ont secouru quatre-vingt-un blessés dont soixante-quinze soldats américains et allemands et un enfant,. Les taches de sang sont encore visibles sur les bancs. Deux vitraux commémorent la 101e division aéroportée, le premier honore les deux infirmiers du 2e bataillon du 501e régiment d'infanterie parachutiste (101e division aéroportée) et le second les parachutistes américains.

## Politique et administration

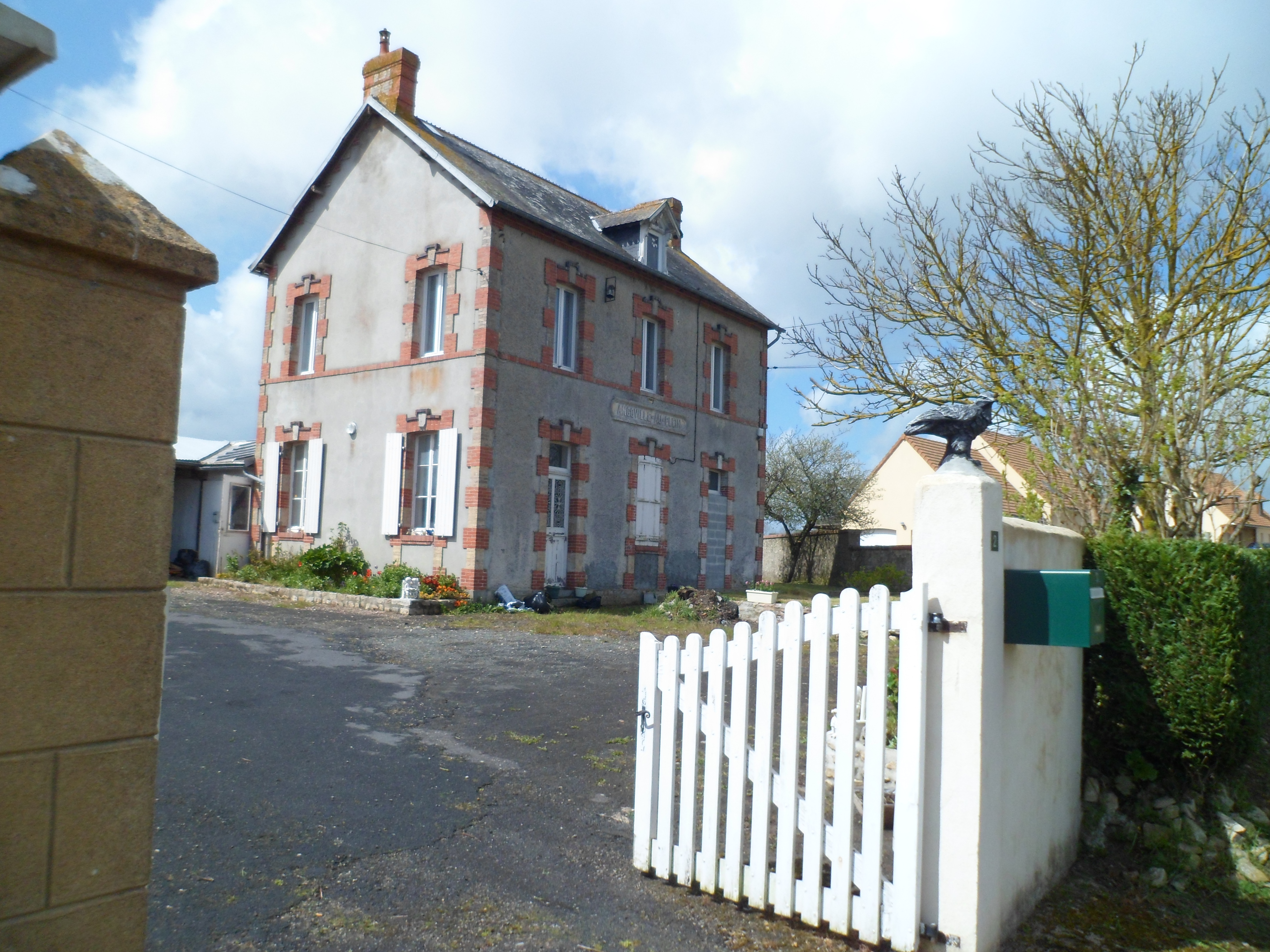
La mairie.

| Période                                  | Période                     | Identité       | Étiquette | Qualité     |
| ---------------------------------------- | --------------------------- | -------------- | --------- | ----------- |
| Les données manquantes sont à compléter. |                             |                |           |             |
| avant 1981                               | mars 2001                   | Roger Flambard |           |             |
| mars 2001                                | En cours (au 30 avril 2014) | Daniel Hamchin | SE        | Agriculteur |

## Démographie
En 2021, la commune comptait 110 habitants. Depuis 2004, les enquêtes de recensement dans les communes de moins de 10 000 habitants ont lieu tous les cinq ans (en 2005, 2010, 2015, etc. pour Angoville-au-Plain) et les chiffres de population municipale légale des autres années sont des estimations.
| 1793 | 1800 | 1806 | 1821 | 1831 | 1836 | 1841 | 1846 | 1851 |
| ---- | ---- | ---- | ---- | ---- | ---- | ---- | ---- | ---- |
| 119  | 119  | 123  | 108  | 124  | 125  | 109  | 115  | 101  |

| 1856 | 1861 | 1866 | 1872 | 1876 | 1881 | 1886 | 1891 | 1896 |
| ---- | ---- | ---- | ---- | ---- | ---- | ---- | ---- | ---- |
| 90   | 111  | 97   | 96   | 95   | 95   | 101  | 100  | 88   |

| 1901 | 1906 | 1911 | 1921 | 1926 | 1931 | 1936 | 1946 | 1954 |
| ---- | ---- | ---- | ---- | ---- | ---- | ---- | ---- | ---- |
| 80   | 80   | 93   | 79   | 74   | 83   | 83   | 88   | 99   |

| 1962 | 1968 | 1975 | 1982 | 1990 | 1999 | 2006 | 2010 | 2015 |
| ---- | ---- | ---- | ---- | ---- | ---- | ---- | ---- | ---- |
| 97   | 81   | 59   | 44   | 44   | 53   | 43   | 51   | 85   |

| 2018 | - | - | - | - | - | - | - | - |
| ---- | - | - | - | - | - | - | - | - |
| 101  | - | - | - | - | - | - | - | - |

## Économie
La commune se situe dans la zone géographique des appellations d'origine protégée (AOP) Beurre d'Isigny et Crème d'Isigny.

## Lieux et monuments

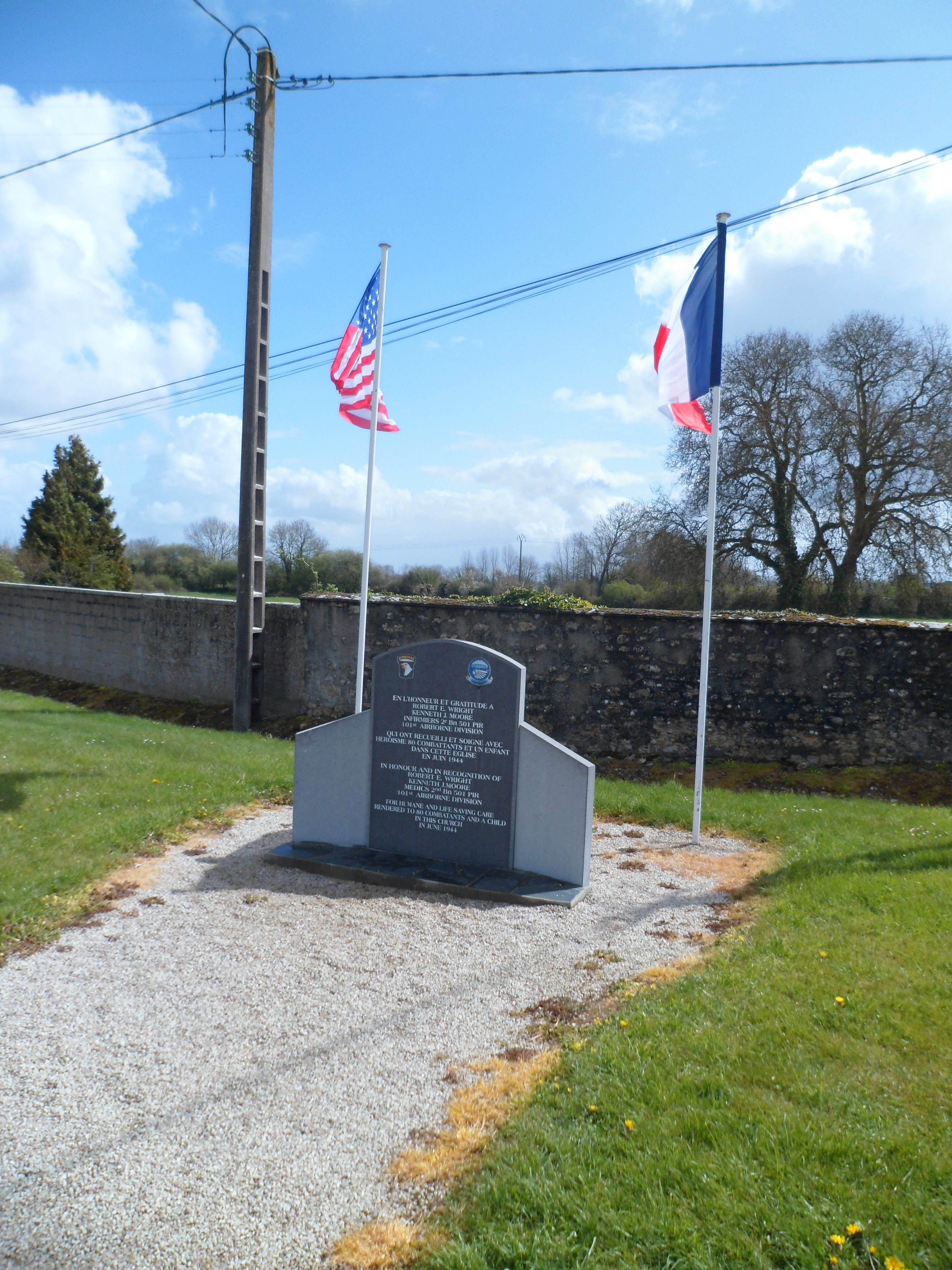
Stèle.

- Église gothique Saint-Côme-Saint-Damien (XIe, XIIe – XVIIe siècles), qui conserve des traces d'appareillage d'époque romane, avec portail de style roman, est répertoriée depuis 1986 à l'Inventaire général du patrimoine culturel[12]. La nef est couverte d'une voûte en bois. Les vitraux du XXe commémore la Libération[4]. L'église renferme une paire d'anges adorateurs en bois du XVIIIe, les statues des saints Côme et Damien en bois polychrome du XVIIIe. Les bancs conservent les traces du sang des blessés américains et allemands qui furent soignés là alors que les combats faisaient rage en 1944[5].
- Croix de cimetière du XVIIIe siècle inscrite à l'Inventaire général du patrimoine culturel en 1986[13], et if multiséculaire du cimetière.
- Ferme-manoir de la Pilonnerie du XIXe siècle. Elle fut la possession de Léonor Mériel (1800-1871), maire d'Angoville-au-Plain de 1824 à 1870, qui fit de la ferme un centre d'élevage bovin, récompensé dans de nombreux concours.
- Fermes-manoirs de Cantereine, de Beaumont, des Houches et de la Vauxelle.

## Personnalités liées à la commune
Bob Wright et Ken Moore, infirmiers américains appartenant à la 101e division aéroportée ayant utilisé l'église de la ville en juin 1944 pendant le débarquement pour la transformer en hôpital de fortune.